# 佐々木依里
佐々木 依里（ささき えり、1984年1月3日 - ）は、神奈川県横須賀市出身の女性モデル、タレント、レポーター。所属事務所はディスカバリー・ネクスト。
愛称はエリ、ささえり。高校時代についた愛称がササエリ、写真専門学校時代の愛称はエリまたはササエリ。

## 来歴
2002年県立逗子高等学校を卒業後、学校法人東京ビジュアルアーツ写真学科入学、2004年写真専門学校を卒業し、フォトグラファーとして活動。
2005年DITAディスカバリープロジェクトにてフォトグラファーとしてパリコレの取材で渡仏。その間も一人旅でメキシコへ渡る。帰国後、アパレルのモデルとして活動。
2008年11月にディスカバリーエンターテインメント所属し、広告などのモデルとして活動。
2011年4月から2012年3月まで「朝だ!生です旅サラダ」にて旅ガールズ・マンスリーレポーターとして活動。
2016年11月、アクティビストチーム「MOTHER EARTH」の一員として、環境省「つなげよう、支えよう森里川海プロジェクト」アンバサダーに任命される。

## 人物
- 資格：環境検定、世界遺産検定3級、一般動物検定3級、ローフードマイスター、ヘンプマイスター、エシカルコンシェルジュ、マインドフルネス瞑想指導者

。

## 出演

### TV
- TVK 「ありがとッ!」 - 木曜日レギュラー
- TVK 「猫のひたいほどワイド」 - リポーター
- TBS 「テイクミーアウト」
- NTV「Perfumeの気になる子ちゃん」
- MBS/TBS 「となりのマエストロ」
- CX　「エチカの鏡〜ココロにキクTV〜」
- MBS/TBS 「イチハチ」
- ABC/テレビ朝日　「朝だ!生です旅サラダ」 - （旅サラダガールズ）

### 映画
- リアル鬼ごっこ２

### CM
- ロート製薬「アルガード」
- ハウス食品「カレーBAR」
- キリン「FREE」
- ユーキャン「インド篇」

### 新聞広告
- トヨタ「レクサス」
- JTB

### カタログ
- PENTAX「k-x」
- docomo「プレミアム会員」パンフレット
- 丸井グループ　水着

### 雑誌
- 小学館「falo」
- 小学館「CanCam」book in book
- 講談社「東京一週間」
- リクルート「とらばーゆ・ホットペッパー」

### インフォマーシャル
- オルビス化粧品
- docomoギャラクシー

### その他
- 2010年世界柔道選手権大会 - 表彰式アシスタント[6]